# جان هاني
جان هاني (بالفرنسية: Jean Hani)‏ هو عالم لغوي كلاسيكي وفيلسوف فرنسي، ولد في 1917، وتوفي في 2012.